# Детективска история
„Детективска история“ (на английски: Detective Story) е американски криминален филм ноар, излязъл по екраните през 1951 г., режисиран от Уилям Уайлър с участието на Кърк Дъглас, Елинор Паркър, Уилям Бендикс и Кати О'Донъл в главните роли. Сценарият, написан от режисьора заедно с Филип Йордън, е базиран на едноименната пиеса от 1949 година на американския драматург Сидни Кингсли.

## Сюжет
Внимание:  Текстът по-долу разкрива сюжета на произведението (или части от него)!
Джим Маклауд (Кърк Дъглас) е непреклонно и сурово ченге, което работи в полицейското управление в Ню Йорк. Моралните му принципи са разклатени от сблъсъка с прекалено много престъпници. Мери Маклауд (Елинор Паркър) е неговата съпруга, измъчвана от мрачна тайна. Докато напрегнатото ежедневие в участъка ги завихря, личните конфликти между двойката достигат до драматична развръзка.

## В ролите
| Актьор          | Роля                  |
| --------------- | --------------------- |
| Кърк Дъглас     | Джим Маклауд          |
| Елинор Паркър   | Мери Маклауд          |
| Уилям Бендикс   | детектив Лу Броуди    |
| Кати О'Донъл    | Сюзън Кармайкъл       |
| Джордж Макрийди | д-р Карл Шнайдър      |
| Хоръс Макмеън   | лейтенант Монагън     |
| Гладис Джордж   | мис Хач               |
| Джоузеф Уайзман | Чарли Дженини, крадец |
| Лий Грант       | крадла                |
| Джералд Мор     | Тами Джакопети        |

## Награди и номинации
Номинации за Оскар получават Уилям Уайлър (за най-добра режисура), Елинор Паркър (за най-добра актриса), Лий Грант (за най-добра поддържаща актриса) и Робърт Уайлър и Филип Йордън за сценарий.